# Gyula Kellner
Gyula Kellner (Budapeste, 11 de abril de 1871 - Szolnok, 28 de julho de 1940) foi um corredor de longa distância húngaro.
Foi um dos dezessete atletas que participaram da primeira maratona olímpica - e um dos únicos quatro estrangeiros - disputada em Atenas 1896, vencida pelo grego Spiridon Louis. Kellner chegou originalmente no quarto lugar, mas depois de um protesto da delegação húngara, que descobriu que o terceiro colocado, outro grego, Spyridon Belokas, tinha pego uma carona numa carruagem durante uma parte do percurso, ele recebeu a medalha de bronze, depois de completar a prova em 3h06m35s.